# Ganz Villamossági Művek
A Ganz Villamossági Művek a Ganz Ábrahám által alapított cégből nőtt ki. Kiváló szakembergárdájának, kiváló minőségének megfelelően rangos helyett vívott ki a világ elektromos piacán.

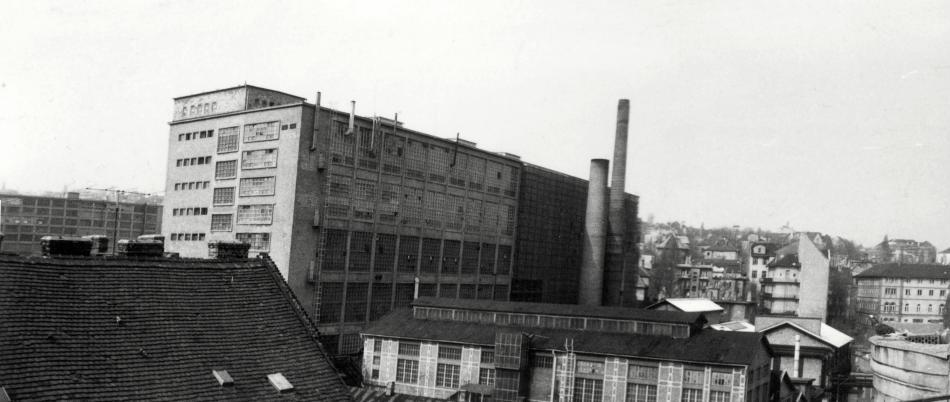
Ganz Villamossági Művek a II. kerület Fény utca 15-ből nézve

## Története

### Előzmények
Ganz Ábrahám sikereit vasszorgalmán kívül elsősorban vasúti kerekeinek, és a vasúthoz kapcsolódó termékeinek köszönhette. A feladatok növekedésével szüksége volt szakképzett segítőtársakra. Nagy körültekintéssel választotta meg közvetlen munkatársait. Így került a céghez Eichleiter Antal és Keller Ulrik. Mivel Mechwart Andrást szoros barátság fűzte Eichleiterhez, a számára felkínált galíciai állást felkeresve útba ejtette Budát, és felkereste barátját. Eichleiter bemutatta főnökének, aki felismerve Mechwart képességeit azonnal munkát ajánlott számára. Mechwart a felkínált állást elfogadta és 1859. november 6-án A Ganz alkalmazottja lett, élete végéig Magyarországon maradt.
A kor neves személyiségei Edison, Deprez, Siemens az egyenáram elterjedésére szavaztak, mivel nem látták megoldhatónak a termelt energia elosztását.

### Ganz halála után
Ganz öngyilkossága után örökösei Eichleitert, Kellert és Mechwartot bízták meg a cég vezetésével. 1869-ben a céget eladták, majd részvénytársasággá alakították. A műszaki igazgatónak, később vezérigazgatónak Mechwartot nevezték ki.

## A Ganz Elektrotechnikai Osztálya

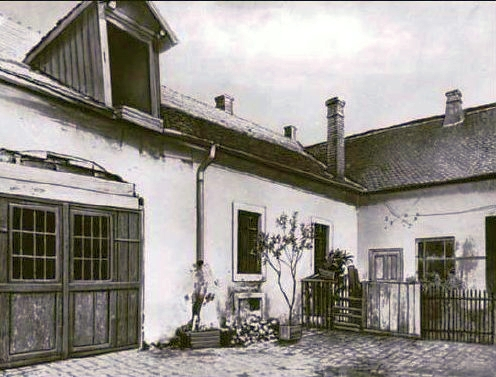
Budapest, II. Kacsa utca 18. A magyar erősáramú ipar bölcsője.

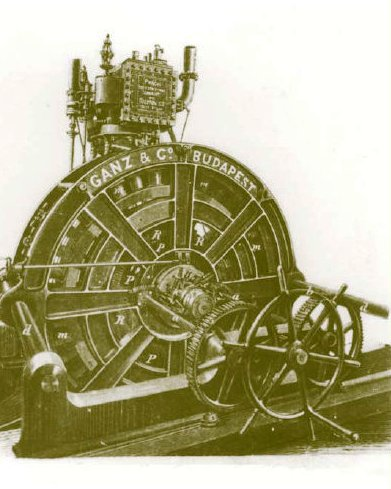
Mechwart és Zipernowsky egyfázisú generátorhoz közvetlenül kapcsolt gőzgépe (gőzvilágító)

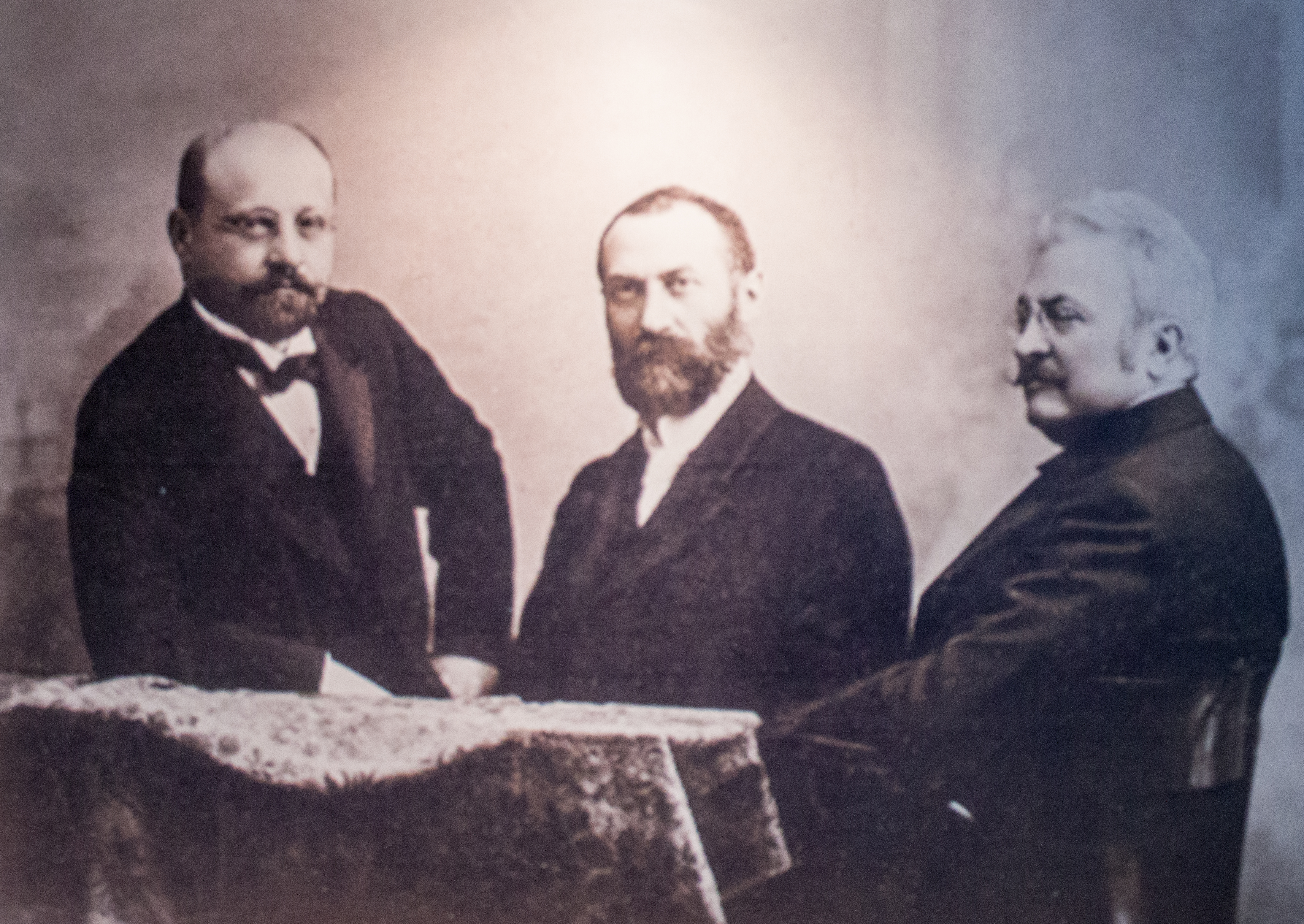
Déri Miksa, Bláthy Ottó, Zipernowsky Károly

Mechwart felismerve az elektrotechnika előtt álló jövőt 1878 augusztusában megalakította a Ganz Elektrotechnikai Osztályát (Budapest, II. Kacsa utca 18.). Itt fejlődött ki az Osztrák–Magyar Monarchia első és a kontinens legrégebbi villamossági gyára. 
Mivel érdekelte az elektrotechnika, rendszeresen hallgatott előadásokat a témáról. Így ismerte meg Zipernowsky Károlyt, akit rögtön le is szerződtetett az osztály vezetésére. Kezdetben egyenáramú dinamókat, ívlámpákat gyártottak, de az osztály ráfizetéses volt. Mechwart vállalta a felmerülő költségeket, és mindent elkövetett az elektromosság népszerűsítéséért.
Mechwart és Zipernowsky találkozása döntőnek bizonyult a magyar erősáramú ipar szempontjából. Zipernowsky alkalmas volt az osztály vezetésére, az osztály működtetésére és új konstrukciók kidolgozására. Az 1882-83. években elkészítették a Nemzeti Színház világítását. Ez volt a világ harmadik színháza, amely elektromos világítással működött.
Az első évek gazdasági nehézségei után szükségessé vált az osztály bővítése, a Ganz gyár 1882-ben megvásárolta és átalakította az I. kerület Fő utca 71. szám alatti leégett Királymalom épületét. Ekkor került a gyárba Déri Miksa, majd 1883-ban Bláthy Ottó Titusz.
Zipernowsky és Déri 1883-ban egy új öngerjesztésű váltakozó áramú generátort szabadalmaztatott. Zipernowsky és Mechwart közösen megszerkesztették a „gőzvilágító gép”-et. A gép hosszú ideig Budapesten a Keleti pályaudvar világítását táplálta.
A Ganz Elektrotechnikai Osztálya részt vett az 1883-as bécsi Villamossági Kiállításon, ahol nagy sikert ért el.
„… a király megengedte, hogy az 1883. évi bécsi villamos kiállítás alkalmával kifejtett rendkívüli tevékenységéért a budapesti Ganz és Társa gépgyárnak legmagasabb megelégedése fejeztessék ki

1885-ben megszületett Zipernowsky Károly, Déri Miksa és Bláthy Ottó Titusz világszabadalma, mely megoldotta a transzformátoron alapuló villamosenergia-elosztásnak és energiaátvitelnek kérdését, és lehetővé tette a fogyasztóhelyek függetlenítését egymástól. A nagy hármas által feltalált energiaelosztási és átviteli rendszer rövid idő alatt meghódította a világot. 1906-ban megalakult a Ganz Villamossági Rt.
Kandó Kálmán 1894 őszén, feltehetőleg Korda Dezső ajánlására, megismerkedett Mechwarttal, és belépett a Ganz gyárba. Franciaországi tapasztalatait felhasználva gyorsan beilleszkedett. Néhány hónap alatt megvalósította a háromfázisú indukciós motorok gyártását. 1894 decemberében Kandó tervei alapján legyártották az első 2,2 kW teljesítményű, háromfázisú kísérleti motort, melyet 1895 májusától sorozatban gyártottak. A háromfázisú energia termeléséhez és annak elosztásához szükségessé váltak a megfelelő generátorok és transzformátorok. Ezek megtervezése és legyártása szintén Kandó érdeme. Kiemelkedő volt az FF indukciós háromfázisú motorcsalád megtervezése, mely a gyár legsikeresebb gépei közé tartozott. Kandó felismerte, hogy az indukciós motorok alkalmassá tehetők vasúti vontatás céljára.

## Az államosítás után
A Ganz és Társa-Danubius Villamossági-, Gép-, Waggon- és Hajógyár Rt. államosítására 1946-ban került sor. Ekkor leválasztották (többek között) a villamos részleget, amely Ganz Villamossági Gyár néven önálló lett. 1953 áprilisában az „üzem dolgozóinak kívánságára” Klement Gottwald Villamossági Gyár. 1964-ben felvette a Ganz Villamossági Művek nevet. 1990-ben az Ansaldo céggel egyesülve Ganz Ansaldo Villamossági Rt. néven a részvények 49%-ával rendelkezett. 2000-ben eladták a Transelektro Rt.-nek. Lövőház utcai telepét részben a Mammut-csoport szerezte meg, majd az állam tulajdonában maradt rész millenniumi hasznosítását rendelte el egy kormányhatározat. Az egykori gyártelep helyén, részben az eredeti gyárcsarnokokban a 2001-ben megnyitott Millenáris Park üzemel. A Fény utca és a Margit körút között megmaradt Ganz épületeket a Gazdasági Minisztérium 1968-1970 között épült Margit körúti irodahazával együtt 2014–2015 között bontották le. A helyükön 2017–2019 között park létesült Millenáris Széllkapu néven. A Széllkapu 2020. augusztus 20-án nyílt meg.

## Galéria

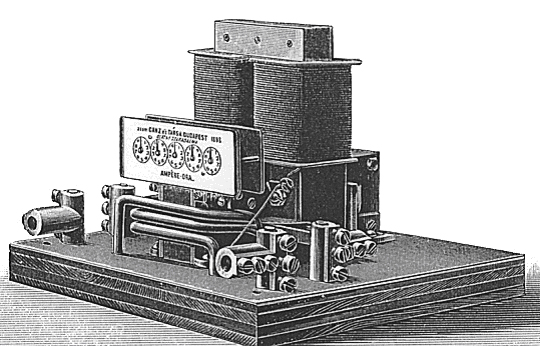
Bláthy egyfázisú váltakozó áramú indukciós fogyasztásmérője
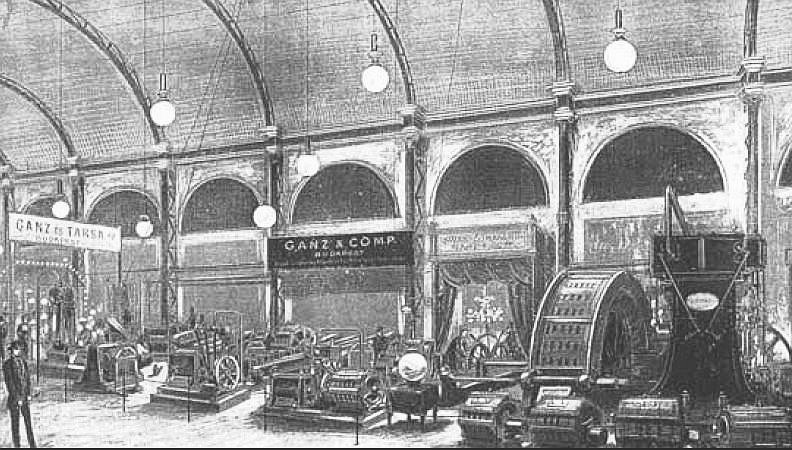
Az 1883-as bécsi Villamossági Kiállítás
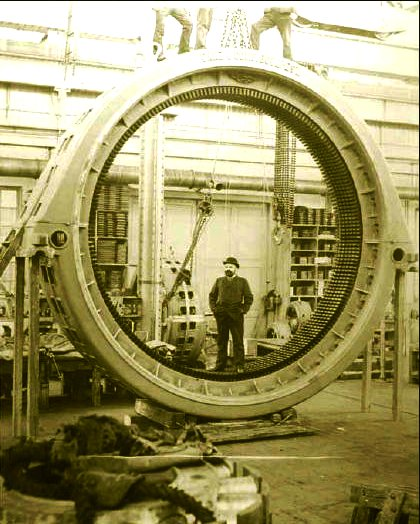
Déri a tivoli generátorának állórészével
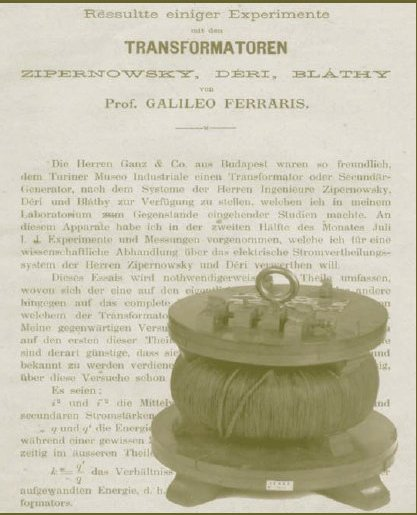
Galileo Ferraris szakvéleménye
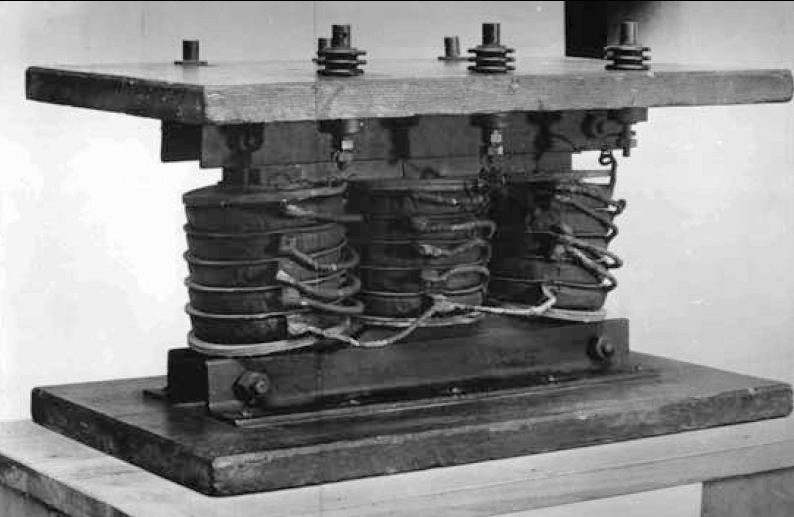
Az első kísérleti háromfázisú transzformátor
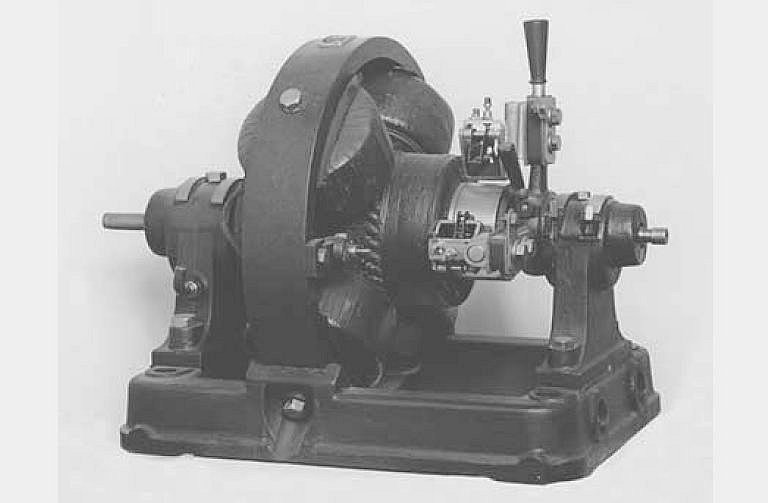
Kandó által tervezett E dinamó
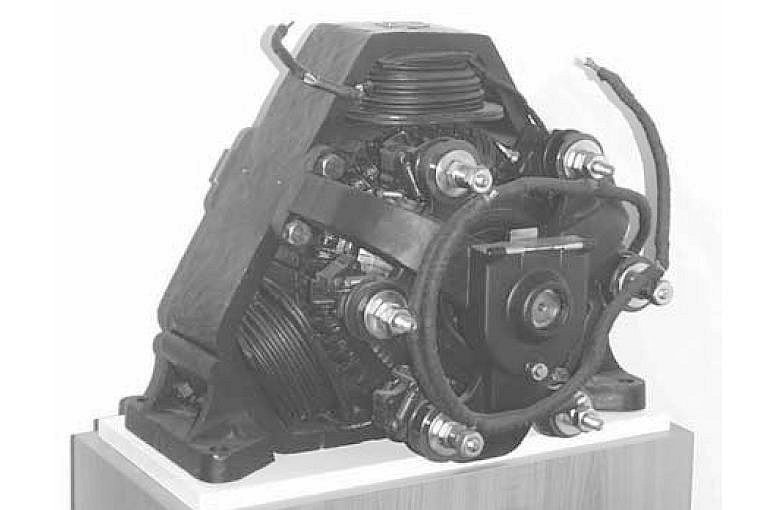
Egyenáramú csónakmotor a Városligeti tóra.
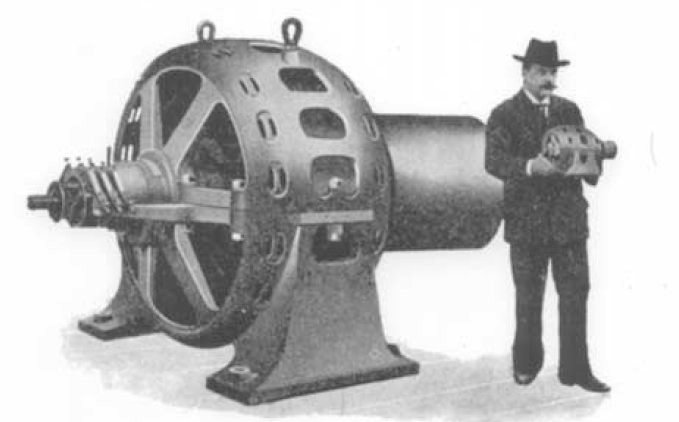
Háromfázisú FF motorok
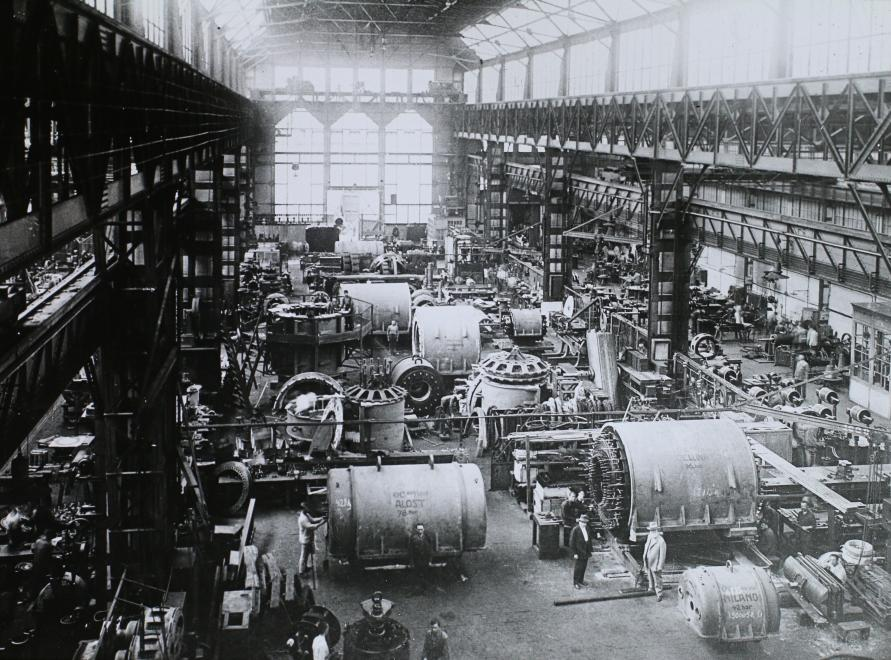
Generátorok összeszerelése
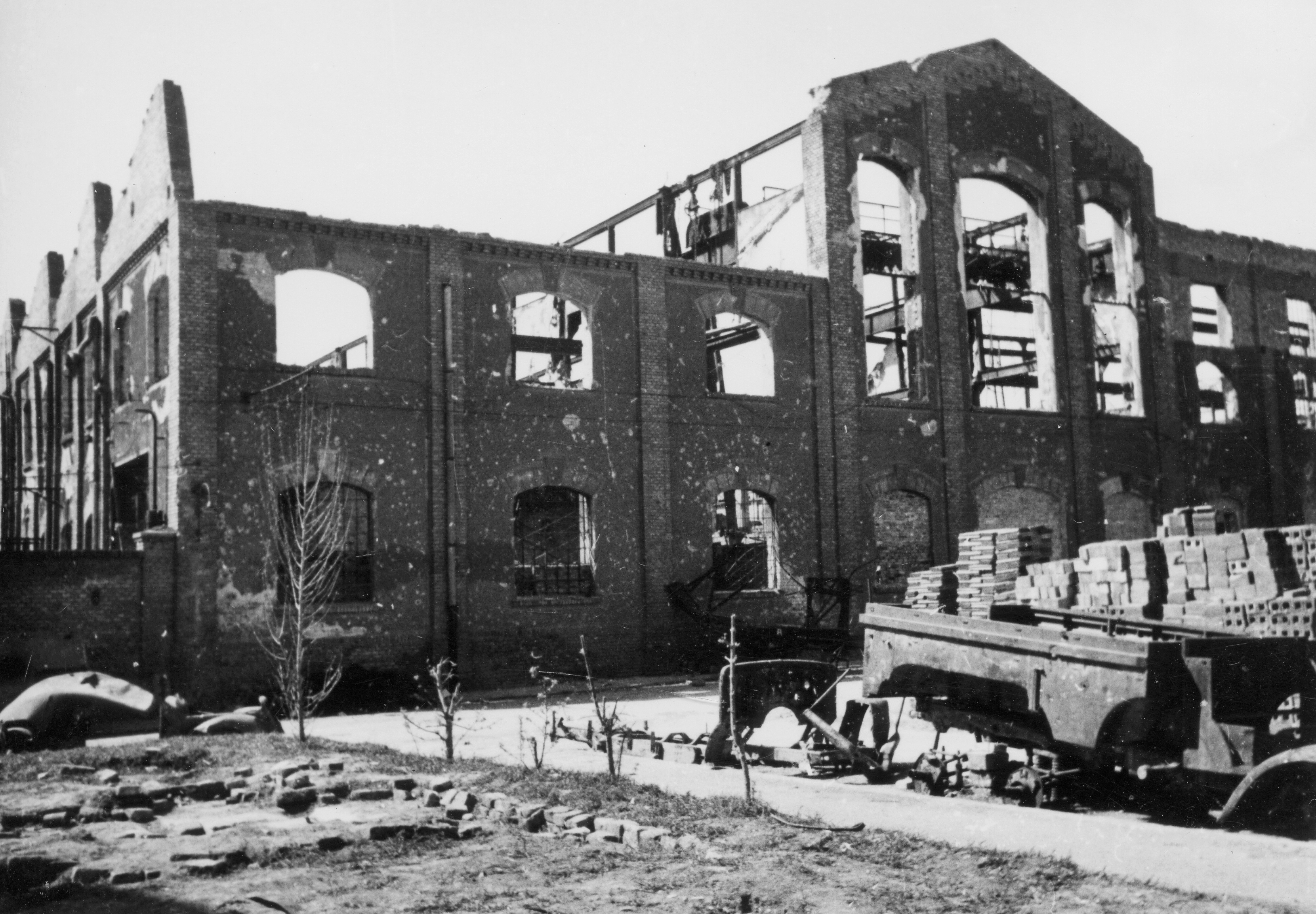
A Ganz Villamossági Művek üzemcsarnoka 1946.